# Watch Over You
Singles de Alter Bridge
Ties That Bind
(2008) Before Tomorrow Comes
(2008)
Watch Over You est le cinquième single du groupe Alter Bridge sorti en 2008.